# تخت کمپ
دسته‌خواب مبل‌کمپ (Sofa Camp Bed) نوعی مبلمان چندمنظوره است که هم به‌صورت مبل نشیمن و هم به‌عنوان تخت خواب قابل‌استفاده است. معمولاً در فضاهای محدود یا اقامت‌های موقت مانند کمپینگ، پذیرایی از مهمان یا پناهگاه‌های اضطراری کاربرد دارد. هدف اصلی این محصول ترکیب راحتی، حمل‌پذیری و کارایی است و به‌خصوص در فضاهای سرپوشیده و فضای‌باز محبوبیت رو به رشدی یافته است.

### بررسی کلی
هدف اصلی از طراحی دسته‌خواب مبل‌کمپ، بهینه‌سازی فضا با ترکیب دو وسیلهٔ کاربردی در یک محصول است: مبل برای استفاده در طول روز و تخت برای استراحت در شب. برخلاف تخت‌مبل‌های سنتی که بیشتر ویژهٔ استفادهٔ خانگی طراحی می‌شوند، مدل‌های مبل‌کمپ معمولاً سبک‌تر، قابل تاشدن یا جمع‌شدن آسان و ساختاری مناسب برای حمل دارند. ویژگی‌هایی نظیر چرخ و دسته یا چارچوب تاشونده، حمل‌پذیری این محصول را تسهیل می‌کنند.
در سال‌های اخیر، این دسته‌خواب‌ها در شهرهایی با فضای زندگی محدود، و همچنین در میان مسافران و کمپ‌گردها که دنبال راحتی و تطبیق‌پذیری در یک وسیله هستند، محبوبیت بیشتری یافته‌اند.

### طراحی و ساخت
مدل‌های مختلفی از دسته‌خواب مبل‌کمپ وجود دارد که بسته به نیاز و کاربرد دارای ویژگی‌های متفاوتی هستند. برخی ویژگی‌های رایج عبارت‌اند از:
- اسکلت سبک از جنس فولاد یا آلومینیوم برای دوام و حمل آسان
- پارچه‌های مقاوم در برابر آب یا اشعهٔ UV، مناسب استفادهٔ بیرونی
- تشک‌های فومی با چگالی بالا یا سیستم بادی برای راحتی خواب
- قابلیت مونتاژ ماژولار با امکان تبدیل آسان از حالت مبل به تخت
- محفظه‌های ذخیره‌سازی برای نگهداری ملحفه، بالش یا تجهیزات شخصی

مدل‌های نوین بیشتر روی پشتیبانی ارگونومیک، نصب سریع و طراحی مینیمالیستی تمرکز دارند. بسیاری از آن‌ها به‌گونه‌ای طراحی شده‌اند که با دکور داخلی خانه یا فضای چادر سازگاری دارند و در رنگ‌ها، بافت‌ها و اشکال متنوع عرضه می‌شوند.

### کاربردها
دسته‌خواب مبل‌کمپ تنها مختص کمپینگ نیست. کاربردهای متنوع آن شامل موارد زیر است:
- آپارتمان‌های کوچک یا زندگی میکرو
- خوابگاه‌ها و هاستل‌ها
- دفاتر با فضاهای استراحت
- اتاق مهمان در خانه‌های کوچک
- کمپینگ لوکس (Glamping)
- خانه‌های تعطیلات یا RVها

برخی مدل‌ها مخصوص استفاده در امور بشر دوستانه طراحی شده‌اند، مانند مراکز امداد یا پناهگاه‌های اضطراری که نیاز به استراحت انعطاف‌پذیر، قابل‌حمل و کارآمد دارند.

### مزایا
1. کاهش مصرف فضا – مناسب فضاهایی که مساحت محدود است.
2. حمل‌پذیری بالا – طراحی‌شده برای جابجایی آسان.
3. صرفه‌جویی اقتصادی – یک محصول، دو کاربرد (مبل و تخت).
4. عملکرد دوگانه – استفاده روز و شب در یک واحد جمع‌وجور.
5. اجرا و نصب آسان – بسیاری از مدل‌ها بدون نیاز به ابزار قابل نصب هستند.

### تاریخچه و تحول
مبل‌های چندمنظوره سابقه‌ای چندصدساله دارند، از تخت‌مبل‌های اروپایی اولیه تا فوتون‌های ژاپنی. اما مدل مدرن دسته‌خواب مبل‌کمپ از اواخر قرن بیستم با رشد فرهنگ کمپینگ و روند زندگی شهری مینیمال شکل گرفت. پیشرفت در فلزات سبک، پارچه‌های مصنوعی و مهندسی فشرده به سازندگان اجازه داد تا به سبک زندگی موبایل‌محور پاسخ دهند.
از اوایل دهه ۲۰۰۰، با افزایش تقاضا برای خانه‌های کوچک و سفرهای RV، تولیدکنندگان به ترکیب دوام و طراحی زیبا پرداختند و محصولاتی تولید کردند که هم عملکرد داشتند و هم جذابیت ظاهری.

### گرایش‌های فعلی
در مناطقی مانند دُبی که ترکیب طراحی مدرن و زندگی کاربردی مدنظر است، مبلمان‌هایی مانند دسته‌خواب مبل‌کمپ جایگاه ویژه‌ای در خانه‌ها و فضاهای تجاری یافته‌اند. مشتریان بیش‌تر به راه‌حل‌های سفارشی یا نیمه‌سفارشی جذب می‌شوند که متناسب با تم داخلی و محدودیت فضای آن‌ها باشد.
رایج‌شدن مبلمان ماژولار و فضای داخلی چندمنظوره نیز استفاده از چنین محصولاتی را بیشتر کرده است. برخی طراحی‌های جدید شامل پورت‌های USB شارژ، میزهای تاشو و حتی نورپردازی یکپارچه هستند که آن‌ها را فراتر از تجهیزات خواب صرف می‌برد و به بخشی از زندگی هوشمند تبدیل می‌کنند.

### نگهداری و مراقبت
برای افزایش طول عمر دسته‌خواب مبل‌کمپ، موارد زیر توصیه می‌شود:
- از قرارگیری طولانی‌مدت در فضای باز خودداری کنید مگر پارچه UV- و رطوبت‑‌مقاوم باشد
- سطوح پارچه‌ای را به‌صورت منظم با مواد توصیه‌شده تمیز کنید
- اتصالات و لولاها را دوره‌ای روغن‌کاری کنید تا از زنگ‌زدگی یا سفتی جلوگیری شود
- هنگام عدم استفاده، محصول را در مکان خشک نگهداری نمایید

معمولاً رویه‌هایی قابل شست‌وشو ارائه می‌شود که جهت تمیزی راحت‌تر، خاص‌ً برای فضاهایی با گردش‌بالای افراد کاربردی است.

## پیوند خارجی
- .برای مرور کلی و دقیق مبل‌های تختخواب‌شو، از جمله ساختار، کاربردهای عملی و نوآوری‌های طراحی آنها، به راهنمای کامل مبل‌های تختخواب‌شو مراجعه کنید.

- مقایسه فنی بین مبل‌های تختخواب‌شو و سایر انواع مبلمان قابل تبدیل در اینجا موجود است.